# How Could it Be
 (mai 2020).
Si vous disposez d'ouvrages ou d'articles de référence ou si vous connaissez des sites web de qualité traitant du thème abordé ici, merci de compléter l'article en donnant les références utiles à sa vérifiabilité et en les liant à la section « Notes et références ».

How Could It Be est le troisième album studio et premier album musical d'Eddie Murphy paru en 1985.

## Historique
À cette époque, Murphy est davantage connu comme humoriste et acteur à succès notamment avec Le Flic de Beverly Hills qui fait de lui une star du cinéma comique mondiale.
Produit par Rick James, cet album contient le tube Party All the Time, qui fut un énorme succès lors de sa sortie en single et qui fut l'objet d'un remix de Deep Dish en 2006. Ce titre fut également entendu dans Les Rois du désert ainsi que dans le jeu Grand Theft Auto V.
L'album a été moyennement accueilli par la critique, qui jugent la voix de Murphy trop légère et manquant de contrôle.
L'album a été certifié disque d'or en 1985.

## Chansons
| No | Titre                                     | auteur, compositeur        | Durée |
| -- | ----------------------------------------- | -------------------------- | ----- |
| 1. | Do I                                      | Stevie Wonder              | 3:56  |
| 2. | C-O-N Confused                            | Murphy                     | 3:41  |
| 3. | How Could It Be(with Crystal Blake)       | Hamilton/Rick James/Murphy | 4:39  |
| 4. | I Wish (I Could Tell You When)            | Jones/Murphy               | 4:28  |
| 5. | Party All the Time (featuring Rick James) | James/Murphy               | 4:12  |
| 6. | I, Me, Us, We                             | Murphy                     | 4:41  |
| 7. | My God Is Color Blind                     | Murphy                     | 4:42  |
| 8. | Everything's Coming Up Roses              | Wonder                     | 4:34  |